# Corythomantis greeningi
Corythomantis greeningi, đôi khi được gọi là ếch Greening, là một loài ếch độc trong họ Nhái bén. Là loài đặc hữu của miền đông Brasil, chúng sống trong các môi trường sống tự nhiên là xavan khô, xavan ẩm, sông có nước theo mùa và vùng nhiều đá. Mặc dù bị mất môi trường sống, loài này không được xem là bị đe dọa theo IUCN. Việc sinh sản diễn ra trong các dòng suối. Tên gọi của loài ếch này vinh danh Linnaeus Greening (1855-1927), một doanh nhân và nhà tự nhiên học người Anh nổi tiếng với công trình nghiên cứu về các loài nhện, bò sát và động vật lưỡng cư.

## Miêu tả
Con cái của Corythomantis greeningi phát triển đến chiều dài khoảng 87 mm (3,4 in) trong khi con đực nhỏ hơn một chút, dài 71 mm (2,8 in). Đầu hẹp, có mào xương sau mắt và mõm dài phẳng, có gai nhỏ. Cơ thể mảnh mai, da nổi đầy mụn cóc. Chân cũng mảnh mai và các đầu ngón tay, ngón chân có bề mặt kết dính phát triển tốt. Màu sắc chung của loài này là nâu nhạt hoặc xám, nổi bật với các mảng màu đỏ hoặc nâu; con cái thường có màu sẫm hơn con đực.

## Phân bố và môi trường sống
Corythomantis greeningi là loài đặc hữu của miền đông Brazil. Phạm vi sống của loài này kéo dài đến tận phía nam đến tận phần phía bắc của bang Minas Gerais. Chúng sinh sống trong một vùng sinh thái caatinga, một thảm thực vật bán sa mạc gồm các cây bụi và rừng gai. Vùng này trải qua một mùa mưa ngắn, kéo dài khoảng ba tháng và một mùa khô nóng kéo dài.

## Sinh thái
Với nhu cầu giữ ẩm cho da và để tránh những loài săn mồi, C. greeningi ẩn mình trong hốc cây, khe đá, cây dứa hoặc những vị trí thích hợp khác. Trong phòng thí nghiệm, một con ếch cái đã trốn vào ống nghiệm, bịt kín miệng bằng đầu của nó. Trong môi trường sống tự nhiên của chúng, khi mùa mưa bắt đầu và các con lạch và kênh chảy đầy nước, ếch đực thiết lập các vùng lãnh thổ gần các nguồn nước và kêu để thu hút con cái. Con cái đẻ vài trăm quả trứng, gắn vào một tảng đá trong nguồn nước.
Loài ếch này đã có một số cách thích nghi nhất định để có thể sống trong môi trường bán khô hạn. Đầu thô, phẳng, và da của đầu hợp nhất với hộp sọ tạo thành một khối; những đặc điểm này thường liên quan đến hành vi tự vệ trong hang bằng cách sử dụng chính cơ thể của mình làm rào cản. Chúng đã điều chỉnh vòng đời và phương thức sinh sản cho phù hợp với môi trường của mình. Loài này cũng có một lớp da cứng, không thấm nước, giúp hạn chế mất nước. Tốc độ chuyển hóa cơ bản thấp giúp hạn chế sự bay hơi qua phổi. Không giống như ếch phi tiêu độc chỉ tiết ra chất độc từ da của chúng, loài này được trang bị gai sọ có khả năng tiêm nọc độc vào các động vật khác, hoặc bàn tay người thông qua húc đầu. Loài Aparasphenodon brunoi cũng sử dụng cách này.
Chất tiết ở da có chứa một số steroid và alkaloid phân tử lượng thấp. Trong phòng thí nghiệm, chúng tạo ra hiệu ứng cảm thụ mạnh (gây đau đớn) và gây phù nề ở tế bào chuột. Các chất tiết ra cũng ức chế sự phát triển của tế bào trong nguyên bào sợi của chuột và tế bào bị ung thư hắc tố. Trong môi trường hoang dã, những chất này là kho vũ khí hóa học, giúp C. greeningi chống lại động vật ăn thịt.

## Tình trạng
Loài ếch này có phạm vi rộng và là loài phổ biến với số cá thể lớn. Các mối đe dọa chính mà nó phải đối mặt bao gồm mất môi trường sống do chăn thả gia súc và canh tác cây trồng, và sự xuất hiện của cháy rừng. Liên minh Bảo tồn Thiên nhiên Quốc tế đã đánh giá tình trạng bảo tồn của nó là "ít quan tâm", bởi vì bất kỳ sự sụt giảm quy mô quần thể nào cũng có thể ở tốc độ quá chậm để có thể phân loại nó vào nhóm bị đe dọa nhiều hơn.